# Christopher Edmund Broome
Christopher Edmund Broome (Berkhamsted, 24 luglio 1812 – 15 novembre 1886) è stato un micologo inglese.
Broome era figlio di un avvocato. Nei primi anni della sua vita ricevette un'istruzione  privata a Kensington.
Sposò Charlotte Horman e, dopo vari spostamenti, nel 1848, si stabilì definitivamente a Elmhurst, vicino a Batheaston, dove rimase per tutto il resto della sua vita.
Broome si interessò di storia naturale e si appassionò allo studio dei funghi con particolare interesse ai tartufi ed altre specie ipogee. Il suo erbario, contenente circa 40.000 specie di funghi, attualmente è nel Royal Botanic Gardens, Kew.
Broome divenne socio della Linnean Society nel 1866. 
I generi di funghi Broomeia e Broomella gli furono dedicati dopo la sua morte, insieme a decine di specie, tra le quali Nectriopsis broomeana,  Nitschkia broomeana, Ramaria broomei, e Melanogaster broomeanus.

## Pubblicazioni
- Berkeley, M.J. & Broome, C.E. (1850). Notices of British fungi. Annals and Magazine of Natural History Ser. 2, 5: 455-466.
- Berkeley, M.J. & Broome, C.E. (1871). The fungi of Ceylon. Journal of the Linnean Society Botany 11: 469-572.
- Berkeley, M.J. & Broome, C.E. (1880). List of fungi from Brisbane, Queensland with descriptions of new species. Transactions of the Linnean Society of London Ser. 2, 1.
- Broome, C.E. (1864). The fungi of Wiltshire. The Wiltshire archaeological and natural history magazine 8: 170-198.
- Broome, C.E. (1870). Remarks on some of the fungi met with in the neighbourhood of Bath. Proceedings of the Bath Natural History and Antiquarian Field Club 2: 55-98.